# Списак бугарских владара
Ово је списак бугарских владара који су владали простором данашње Бугарске од настанка Првог бугарског царства.

## Прва бугарска држава
- Аспарух, бугарски кнез (кан), оснивач (681) бугарске државе на Балкану (681 — 700), члан династије Дуло
- Тервел, бугарски кнез (кан) (700 — 718), члан династије Дуло
- Кормесиј, бугарски кнез (кан) (718 — 733), члан династије Дуло
- Севар, бугарски кнез (кан) (733 — 738), члан династије Дуло
- Кормисош, бугарски кнез (кан) (739 — 755), члан династије Вокила
- Винех, бугарски кнез (кан) (755 — 762), члан династије Вокила
- Телец, бугарски кнез (кан) (762 — 764), члан династије Угаина
- Сабин, бугарски кнез (кан) (763 — 766), члан династије Вокила
- Умор, бугарски кнез (кан) (766), члан династије Вокила
- Токту, бугарски кнез (кан) (766 — 767), члан династије Угаина
- Паган, бугарски кнез (кан) (767 — 768)
- Телериг, бугарски кнез (кан) (768 — 777)
- Кардам, бугарски кнез (кан) (777 — 802)
- Крум, бугарски кнез (кан) (802 — 814), члан династије Крумовићи
- Омуртаг, бугарски кнез (кан) (814 — 831), члан династије Крумовићи
- Маламир, бугарски кнез (кан) (831 — 836), члан династије Крумовићи
- Пресијан, бугарски кнез (кан) (836 — 852), члан династије Крумовићи
- Борис I Михаило, бугарски кнез (852 — 889), члан династије Крумовићи
- Владимир, бугарски кнез (889 — 893), члан династије Крумовићи
- Симеон I, бугарски кнез (893 — 913), цар (913 — 927), члан династије Крумовићи
- Петар I, бугарски цар (927 — 970), члан династије Крумовићи
- Борис II, бугарски цар (970 — 971), члан династије Крумовићи
- Роман, бугарски цар (977 — 997), члан династије Крумовићи
- Самуило, бугарски цар (996 — 1014), члан династије Комитопула
- Гаврило Радомир, бугарски цар (1014 — 1015), члан династије Комитопула
- Јован Владислав, бугарски цар (1015 — 1018), члан династије Комитопула
- Пресијан II, бугарски цар (1018), члан династије Комитопула
- Петар II Дељан, бугарски цар (1040 — 1041), члан династије Комитопула
- Петар III (Константин Бодин), бугарски цар (1072), члан династије Војислављевића

## Друга бугарска држава
- Петар IV (Теодор), бугарски цар (1185 — 1197), члан династије Асеневића
- Јован Асен I, бугарски цар (1186 — 1196), члан династије Асеневића
- Калојан, бугарски цар (1197 — 1207), члан династије Асеневића
- Борил, бугарски цар (1207 — 1218), члан династије Асеневића
- Јован Асен II, бугарски цар (1218 — 1241), члан династије Асеневића
- Коломан I Асен, бугарски цар (1241 — 1246), члан династије Асеневића
- Михајло II Асен, бугарски цар (1246 — 1256), члан династије Асеневића
- Коломан II Асен, бугарски цар (1256), члан династије Асеневића
- Мицо Асен, бугарски цар (1256 — 1257), члан династије Асеневића
- Константин I Асен Тих, бугарски цар (1257 — 1277), члан династије Асеневића (Тиха)
- Марија, бугарска царица (1276 — 1280), члан династије Тиха (Палеолози)
- Јован Асен III, бугарски цар (1279 — 1280), члан династије Асеневића
- Ђорђе I Тертер, бугарски цар (1280 — 1292), члан династије Тертера
- Смилец, бугарски цар (1292 — 1298), члан династије Смилецовића
- Смилцена, бугарска царица (1298 — 1299), члан династије Смилецовића (Палеолози)
- Теодор Светослав, бугарски цар (1299 — 1321), члан династије Тертера
- Ђорђе II Тертер, бугарски цар (1321 — 1322), члан династије Тертера
- Михајло III Шишман, бугарски цар (1322 — 1330), члан династије Шишмановића
- Ана (Неда), бугарска царица (1330 — 1331), члан династије Шишмановића (Немањића)
- Јован Александар, бугарски цар (1331 — 1371), члан династије Шишмановића
- Јован Шишман, бугарски цар (1371 — 1395), члан династије Шишмановића
- Јован Страцимир, бугарски цар (1360 — 1396), члан династије Шишмановића
- Константин II, бугарски цар (1396 — 1422), члан династије Шишмановића
- Шишман III, бугарски кнез (1598), члан династије Шишмановића

## Трећа бугарска држава
- Александар I Батенберг, бугарски кнез (1879 — 1886), члан династије Батенберга
- Фердинанд, бугарски кнез (1897 — 1908), цар (1908 — 1918), члан династије Сакс-Кобург-Гота
- Борис ІІІ, бугарски цар (1918 — 1943), члан династије Сакс-Кобург-Гота
- Симеон II, бугарски цар (1943 — 1946/47), члан династије Сакс-Кобург-Гота